# Athens (Ontario)
Athens – gmina (ang. township) w Kanadzie, w prowincji Ontario, w hrabstwie Leeds And Grenville.
Powierzchnia Athens to 126,46 km².
Według danych spisu powszechnego z roku 2001 Athens liczy 3053 mieszkańców (24,14 os./km²).